# Mariene ecoregio Westelijke Arabische Zee
De Mariene ecoregio Westelijke Arabische Zee (92) (Engels: Western Arabian Sea marine ecoregion) is een biogeografische regio en ligt in het noordwesten van de Indische Oceaan in de Mariene provincie Somalië/Arabië (19) in het Marien rijk Westelijke Indo-Pacific. De mariene ecoregio is vastgesteld door het World Wide Fund for Nature en The Nature Conservancy en is vernoemd naar de Arabische Zee.
In het noordoosten grenst het gebied aan de mariene ecoregio Golf van Oman (91) en in het zuidwesten aan de mariene ecoregio Golf van Aden (89).

## Geografie
De mariene ecoregio ligt in het noordwesten van de Indische Oceaan voor de zuidoostkust van Oman en Jemen. Het gebied ligt in de Arabische Zee en strekt zich uit van het oostelijke punt van Oman bij Ras al Hadd tot aan de stad Al Mukalla en omvat onder andere de wateren rondom de eilanden Masirah en Al-Hallaniyah.
Door het gebied stroomt (het verlengde van) de Somalistroom.

## Biogeografie
Het gebied kent zeeleven dat houdt van tropische temperaturen.